# 周共王
周共王（前962年—前900年），姬姓，名繄扈，西周第六代國王，諡號共王。西周青銅器銘文多稱他為龔王或恭王。周穆王之子。
《國語·周語一》載，密康公跟隨共王遊於涇上時，有三個非常美貌的女子自願獻身於密康公，密康公的母親認為這樣的事情即使共王都受不起，何況一個小國的君主呢？應該要把她们献给共王。密康公貪戀三女的美貌，不聽母言，一年後，密國被共王滅掉，康公被殺。
傳世青銅器中可確定為周共王時期銅器有《五祀衛鼎》、《十五年趞曹鼎》（《休盤》尚有爭議），《十五年趞曹鼎》記載「唯十又五年五月既生霸壬午。龔王在周新宮」，據此可知周共王在位年數至少有15年以上。
夏商周斷代工程把共王在位時間定為前922年至前900年。

## 註解
1. ↑  共為「恭」的通假字

| 前任： 父周穆王 | 周天子 中國君主 西周第6代 | 繼任： 子周懿王 |